# Spring City (Utah)
Spring City és una població dels Estats Units a l'estat de Utah. Segons el cens del 2000 tenia 956 habitants.

## Demografia
Segons el cens del 2000, Spring City tenia 956 habitants, 312 habitatges, i 243 famílies. La densitat de població era de 277,5 habitants per km².
Dels 312 habitatges en un 41,7% hi vivien nens de menys de 18 anys, en un 70,2% hi vivien parelles casades, en un 6,4% dones solteres, i en un 22,1% no eren unitats familiars. En el 17,6% dels habitatges hi vivien persones soles el 8,3% de les quals corresponia a persones de 65 anys o més que vivien soles. El nombre mitjà de persones vivint en cada habitatge era de 3,06 i el nombre mitjà de persones que vivien en cada família era de 3,53.
Per edats la població es repartia de la següent manera: un 33,6% tenia menys de 18 anys, un 11,1% entre 18 i 24, un 23,8% entre 25 i 44, un 21,8% de 45 a 60 i un 9,7% 65 anys o més.
L'edat mediana era de 30 anys. Per cada 100 dones de 18 o més anys hi havia 99,7 homes.
La renda mediana per habitatge era de 34.609 $ i la renda mediana per família de 37.813 $. Els homes tenien una renda mediana de 36.500 $ mentre que les dones 20.417 $. La renda per capita de la població era de 12.310 $. Entorn del 15,6% de les famílies i el 20,2% de la població estaven per davall del llindar de pobresa.

## Poblacions més properes
El següent diagrama mostra les poblacions més properes.